# Entoloma hochstetteri
Entoloma hochstetteri là một loài nấm được tìm thấy tại New Zealand và Ấn Độ. Loài nấm nhỏ này có màu xanh đặc biệt. Màu xanh của quả thể là do ba sắc tố Azulene. Entoloma hochstetteri có độc hay không thì không rõ.
Loài này là một trong sáu loại nấm bản địa xuất hiện trên một bộ tem nấm phát hành ở New Zealand vào năm 2002. Nó cũng được in trên mặt sau của tờ tiền $50, phát hành bởi Ngân hàng Nhà nước New Zealand vào năm 1990.

## Phân loại
Loài này ban đầu được miêu tả như Hygrophorus hochstetteri vào năm 1866 bởi nhà nấm học Áo Erwin Reichardt, trước khi được đổi thành tên hiện tại bởi vào năm 1962 bởi John Albert Stevenson. Nó được đặt tên theo tên nhà tự nhiên học người Đức Ferdinand von Hochstetter.

## Phân bố
Entoloma hochstetteri mọc trong rừng của phần phía tây của cả Đảo Bắc và Đảo Nam của New Zealand, nơi nó được liên kết với các loài Nothofagus và Podocarpus. Nó cũng đã được tìm thấy trong Ấn Độ.